# Ignacio Romero Osborne
Ignacio Romero Osborne, V marqués de Marchelina (Sevilla, 1903-†ibíd., 1985) fue un aristócrata, militar y político español.

## Biografía
Ignacio Romero Osborne nació en Sevilla en 1903 en el seno de una aristocrática familia. Tenía tres hermanas mayores, Elisa, Cecilia y Enriqueta, y un hermano inmediatamente posterior, Alejandro. Era hijo del teniente coronel de caballería Ignacio Romero y Ruiz del Arco, marqués de Marchelina y del Arco Hermoso, y de Enriqueta Osborne y Guezala, hija del II conde de Osborne (pontificio), Tomás Osborne Böhl de Faber. Los marqueses de Marchelina vivían entonces en la Casa-Palacio de Marchelina, hoy una de las sedes de la Consejería de Cultura de la Junta de Andalucía (nº 18 de la actual calle Conde de Ibarra). Su bisabuelo, el coronel y senador por derecho propio Ignacio Romero de Cepeda (emparentado por su familia materna con la ilustre religiosa humanista Santa Teresa de Jesús), recibió en 1858 de Isabel II el marquesado de Marchelina (la denominación del título procede de un mayorazgo agrario familiar en Osuna) por los méritos históricos de su familia y los suyos propios. Ignacio Romero de Cepeda había hecho frente con notable valor a la insurrección armada de los afectos a Simón Bolívar en los provincias españolas de ultramar, siendo Romero de Cepeda el último oficial militar español al mando de la plaza de Cartagena de Indias, y había sufrido persecución política a causa de sus ideas liberales por parte del gobierno absolutista al frente de la llamada década ominosa fernandina. 
Estudió Romero Osborne en el colegio San Luis Gonzaga de los jesuitas del Puerto de Santa María, localidad donde radicaba la mayor parte de su familia materna. Quedó huérfano de padre a la temprana edad de 12 años, convirtiéndose a esa edad en el quinto marqués de Marchelina. Su hermano pequeño Alejandro heredó el segundo título familiar, el marquesado de Arco Hermoso. 
Romero Osborne ingresó en la Academia Militar de Artillería de Segovia en 1921, siguiendo el ejemplo familiar castrense. En 1924 fue ascendido a alférez alumno, y se licenció como teniente de artillería en 1927. Su primer destino fue Tenerife. De allí marchó a su siguiente destino en Cádiz, en el regimiento de artillería de costa, especializado en blancos móviles. De Cádiz pasa a Madrid a participar en la dirección de una compañía química ligada al ejército, la Fábrica Nacional de Productos Químicos. Se acoge a la Ley Azaña, por la que el nuevo régimen republicano pretende reducir el notable número de oficiales del ejército español de entonces, y disminuir en lo posible la plantilla de militares desafectos a la II República, un gremio notablemente escorado hacia el monarquismo conservador.
Vuelve a Sevilla y se casa el 21 de mayo de 1934 con Micaela (Miquelina) de Solís (a veces parece citado este apellido como Solís-Beaumont) y Lasso de la Vega, nacida en 1913 en el barrio sevillano de San Vicente. Miquelina era hija de Pedro Solís Desmaissieres, segundo hijo varón de los marqueses de la Motilla, Teniente de Hermano Mayor de la Maestranza de Sevilla (1938-1944) y destacada personalidad del conservadurismo monárquico sevillano, y Gracia Lasso de la Vega y Quintanilla, hija pequeña de los marqueses de las Torres de la Pressa (con Grandeza de España). Dicho matrimonio poseía un enorme patrimonio agrario en la cercana localidad a Sevilla de Carmona. Es en esta época, una vez retirado del ejército llegada la II República, cuando Romero Osborne, compagina sus labores como administrador de los bienes inmobiliarios familiares (especialmente agrarios) con labores de proselitismo político ligado al carlismo local. 
El auge del carlismo sevillano, personificado en la figura del abogado onubense Manuel Fal Conde, permite a los dirigentes de la agrupación sevillana (Romero Osborne era vicepresidente y tesorero) organizar el acto del Quintillo el 15 de abril de 1934, desfile paramilitar donde se ejercitan un nutrido grupo de requetés andaluces, y que impresiona a los dirigentes carlistas nacionales desplazados. Se habla de varios cientos de voluntarios carlistas (alrededor de 650) tomando parte en aquel acto, presididos por el general y viejo combatiente carlista José Díaz de la Cortina y Olaeta. Manuel Fal Conde, y por extensión el resto de dirigentes del carlismo sevillano, empiezan a sonar con mucha fuerza dentro de la organización, entonces muy influenciada todavía por los históricos dirigentes carlistas navarros (Fal Conde era ya en 1934 número dos de la organización tradicionalista). 
Marchelina participa entonces, a partir del año 34 y asumiendo con toda seguridad parte del coste financiero a título personal, en el contrabando de armas (especialmente con la Italia fascista de Mussolini) para dotar a la milicia carlista, el requeté, de poder ofensivo en vistas a un futuro alzamiento contra el régimen republicano, que ya entonces empieza a mostrar su vulnerabilidad y la incapacidad de asegurar la paz y prosperidad del país. 
El Alzamiento se produce el 18 de julio, y los requetés auxilian inmediatamente a la autoridad militar sublevada, el general Queipo de Llano, buscando tomar el control de la ciudad. En estos días la actividad de Marchelina es frenética junto a otros destacados dirigentes militares del carlismo sevillano como Luis Redondo y Enrique Barrau. Romero Osborne participa la noche del 18 de julio en el asalto de los requetés a las instalaciones del Gobierno Civil de Sevilla, ayudando así al control del centro de la ciudad. Posteriormente se hizo cargo de las actividades del requeté en el este de Sevilla, llegando su radio de acción hasta la vecina provincia de Córdoba. A excepción de los barrios populares como Triana o la Macarena, donde las fuerzas izquierdistas consiguen hacer frente a los nacionales durante unas jornadas, la mayor parte de la ciudad permanece tranquila en poder de los sublevados. Tras la reorganización de las tropas carlistas pasadas las primeras fechas del golpe de Estado, asumió el mando de la compañía de ametralladoras, en la primera mitad de 1937, desplegada en la frontera occidental de la provincia de Jaén. En octubre fue ascendido a comandante y asumió el mando del Tercer Batallón de Requetés del Sur. En noviembre de 1937 la unidad fue trasladada al sector minero cordobés de Peñarroya. En marzo de 1938, buscando ocupar la posición denominada Mano de Hierro, Marchelina resultó gravemente herido por una explosión de metralla, llegando a pender de un hilo su vida y perdiendo finalmente una pierna. En dicha ocasión, el general Soláns, jefe del II Cuerpo de Ejército, exclamó que “no había visto en su vida una infantería en equiparable en bravura a los requetés”.
Durante los años 40 y 50, Romero Osborne permanece alejado del foco político, tras un breve paso en la Comisión Gestora del Ayuntamiento de Sevilla. En 1941 pasa al Cuerpo de Mutilados de Guerra permanentes, con sueldo de capitán. En estas fechas Romero Osborne se dedica a la administración del patrimonio familiar, entrando a formar parte de holdings aceiteros como la Compañía Internacional de Maquinaria Aceitera. A mediados de los años 50, se declara en bancarrota y pierde la mayor parte de sus bienes. Marcha a Madrid con su numerosa familia (el matrimonio Romero de Solís tuvo 15 hijos, de los que 13 llegaron a la edad adulta), y en un breve lapso de tiempo empieza a retomar el contacto con las estructuras oficialistas del carlismo, como la recién creada Hermandad Nacional de ExCombatientes Requetés, liderada entonces hasta 1962 por el histórico dirigente carlista José Luis Zamanillo, plenamente identificado con la línea nacional-católica del régimen franquista. Será Romero Osborne quien la presidirá por deseo de Carlos Hugo a partir de 1965. 
Don Javier de Borbón-Parma, intitulado rey de los carlistas, cede cada vez más protagonismo a su hijo mayor Hugo, llamado Carlos Hugo por los carlistas, y Romero Osborne se hace una de las personas de confianza del príncipe pretendiente. A mediados de los sesenta, don Carlos Hugo, casado con la princesa de Holanda doña Irene de Orange-Nassau, vivía en Madrid en el mismo edificio que el presidente del gobierno franquista, el almirante Carrero Blanco, y que la hija única del dictador, Carmen Franco Polo, situado en la madrileña calle de los Hermanos Bécquer. A dicho domicilio acude con regularidad Romero Osborne, formando parte del séquito semioficial que acompañaba en actos oficiales a la princesa doña Irene. 
Poco a poco las relaciones entre la cúpula carlista y el régimen se van agrietando. En 1967, ante la negativa del gobierno franquista a otorgar la nacionalidad española a la familia Borbón- Parma, el carlismo más fiel a los Borbón-Parma pasa a la oposición política al franquismo.
Carlos Hugo de Borbón-Parma, durante esos años inmediatamente posteriores al Concilio Vaticano II, que tanto impacto tuvo en la política católica occidental, fue virando sus posiciones políticos hacia posturas socialistas no marxistas, cercanas en parte al socialismo “no alineado” del mariscal Tito en Yugoslavia. Entre 1968 y 1971 Romero Osborne formó parte de la Junta Suprema del Partido Carlista. 
Romero Osborne, a pesar de su extracción social aristocrática y conservadora y su acusada religiosidad (uno de sus hijos será ordenado sacerdote), apoyará sin fisuras el cambio de rumbo del Partido Carlista (ya no llamado Comunión Tradicionalista) impulsado por don Carlos Hugo y toda su nueva dirección política. Los representantes del viejo tradicionalismo acomodado al franquismo, personificados en los casos de José María Valiente y José Luis Zamanillo (que acabaron siendo expulsados o abandonando el partido), dejan paso a una nueva generación de dirigentes que en su inmensa mayoría no combatieron, por falta de edad, en la Guerra del 36. La figura de Romero Osborne se vuelve simbólicamente importante para Carlos Hugo, pues era considerado un héroe de guerra, y conectaba de algún modo el viejo carlismo combativo y tradicional con la nueva visión federalista, democrática y socializante del nuevo carlismo carlohuguista. 
Es destituido por las autoridades franquistas como presidente de la Hermandad Nacional de Antiguos Combatientes requetés, y pasa a organizar una asociación de antiguos requeté amparada por la familia Borbón-Parma no reconocida por el gobierno franquista. En 1970 es designado por Carlos Hugo como jefe del Partido Carlista de Sevilla, donde había vuelto a residir en la segunda mitad de los años sesenta.
En 1976, con motivo de la festividad del 18 de julio, el gobierno de Arias Navarro le quitó la Cruz de San Hermenegildo en represalia a sus públicas declaraciones hacia los militares de la UME y por la amnistía de los presos políticos.
Finalmente, a finales de los años setenta, Romero Osborne, también fruto de su avanzada edad, deja apartadas sus actividades políticas. Viudo desde 1969, año en el que falleció su esposa tras una larga y dolorosa enfermedad, Ignacio Romero Osborne murió en Sevilla en 1985. 
Fue caballero maestrante de Sevilla (recibido en 1926) y hermano de la Santa Caridad de Sevilla, institución por la que siempre sintió un especial afecto.